# سيركيت دي والونيا 2023
سيركيت دي والونيا 2023 (بالفرنسية: Circuit de Wallonie 2023)‏ هو سباق دراجات هوائية، وهو الموسم السابع والخمسين من سيركيت دي والونيا ‏، وأقيم في 18 مايو 2023 ضمن سباقات طواف أوروبا للدراجات 2023.
فاز بالمركز الأول Jordi Meeus ‏، وفاز بالمركز الثاني Lionel Taminiaux ‏، وفاز بالمركز الثالث Timo Kielich ‏.

## الفرق
| فرق عالمية (5)- Bora-Hansgrohe - Intermarché-Circus-Wanty - Cofidis - Alpecin-Deceuninck - Groupama-FDJ فرق برو (9)- Lotto Dstny - TotalEnergies - Israel-Premier Tech - بنجوال باوليز ساوكس دبليو بي ‏ - سبورت فلاندرين بالويس ‏ - بولتون إكوتيز بلاك سبوك برو سايكلنج 2023 ‏ - أوسكالتيل أوسكادي 2023 ‏ - سويس ريسينغ أكادمي 2023 ‏ - Q36.5 Pro Cycling Team ‏ فرق قارية (6)- سوبرانو هام ايزوريكس 2023 ‏ - ARA Skip Capital ‏ - ريستورانت سوري كارل راس 2023 ‏ - Bennelong SwissWellness Cycling Team p/b Cervelo ‏ - دوكلا بانسكا بيستريتسا 2023 ‏ - إكس-سبيد يونايتد 2023 ‏ |  |
| |  |

## المشاركون
| Intermarché-Circus-Wanty ICW | Intermarché-Circus-Wanty ICW | Intermarché-Circus-Wanty ICW |
| ---------------------------- | ---------------------------- | ---------------------------- |
| م                            | عداء                         | مرتبة                        |
| 1                            | Francesco Busatto ‏           |                              |
| 2                            | Dries De Pooter ‏             |                              |
| 3                            | Madis Mihkels                |                              |
| 4                            | Tom Paquot ‏                  |                              |
| 5                            | بابتيست بلانكايرت            |                              |
| 6                            | مايك تيونسين                 |                              |
| 7                            | Obie Vidts‏                   |                              |

| Cofidis COF | Cofidis COF               | Cofidis COF |
| ----------- | ------------------------- | ----------- |
| م           | عداء                      | مرتبة       |
| 11          | Axel Zingle ‏              |             |
| 12          | André Carvalho (cyclist) ‏ |             |
| 13          | Eddy Finé ‏                |             |
| 14          | Wesley Kreder ‏            |             |
| 16          | Axel Mariault ‏            |             |
| 17          | Harrison Wood ‏            |             |

| Alpecin-Deceuninck ADC | Alpecin-Deceuninck ADC | Alpecin-Deceuninck ADC |
| ---------------------- | ---------------------- | ---------------------- |
| م                      | عداء                   | مرتبة                  |
| 21                     | جياني فرميش            |                        |
| 22                     | يجف دي بوندت           |                        |
| 23                     | Maurice Ballerstedt ‏   |                        |
| 24                     | Robbe Ghys ‏            |                        |
| 25                     | جنسن بلاورايت ‏         |                        |
| 26                     | Lionel Taminiaux ‏      |                        |
| 27                     | Timo Kielich ‏          |                        |

| Lotto Dstny LTD | Lotto Dstny LTD     | Lotto Dstny LTD |
| --------------- | ------------------- | --------------- |
| م               | عداء                | مرتبة           |
| 31              | فريدريك فريزون      |                 |
| 32              | Milan Menten ‏       |                 |
| 33              | Mathijs Paasschens ‏ |                 |
| 34              | Alec Segaert ‏       |                 |
| 35              | Liam Slock ‏         |                 |
| 36              | Jarne Van de Paar ‏  |                 |
| 37              | Florian Vermeersch ‏ |                 |

| Bora-Hansgrohe BOH | Bora-Hansgrohe BOH | Bora-Hansgrohe BOH |
| ------------------ | ------------------ | ------------------ |
| م                  | عداء               | مرتبة              |
| 41                 | Florian Lipowitz ‏  |                    |
| 42                 | يوناس كوخ          |                    |
| 43                 | Luis-Joe Lührs ‏    |                    |
| 44                 | Nils Politt ‏       |                    |
| 45                 | Cian Uijtdebroeks ‏ |                    |
| 46                 | Ben Zwiehoff ‏      |                    |
| 47                 | ماكسيميليان شاخمان |                    |

| TotalEnergies TEN | TotalEnergies TEN  | TotalEnergies TEN |
| ----------------- | ------------------ | ----------------- |
| م                 | عداء               | مرتبة             |
| 51                | توماس بونيت        |                   |
| 52                | Sandy Dujardin ‏    |                   |
| 53                | Fabien Grellier ‏   |                   |
| 54                | Emilien Jeannière ‏ |                   |
| 56                | Jason Tesson ‏      |                   |
| 57                | دريس فان جيستل     |                   |

| بنجوال باوليز ساوكس دبليو بي ‏ BWB | بنجوال باوليز ساوكس دبليو بي ‏ BWB | بنجوال باوليز ساوكس دبليو بي ‏ BWB |
| --------------------------------- | --------------------------------- | --------------------------------- |
| م                                 | عداء                              | مرتبة                             |
| 61                                | Louis Blouwe ‏                     |                                   |
| 62                                | Kenneth Van Rooy ‏                 |                                   |
| 64                                | Lennert Teugels ‏                  |                                   |
| 65                                | Dimitri Peyskens ‏                 |                                   |
| 66                                | Aaron Van der Beken ‏              |                                   |
| 67                                | Rémy Mertz ‏                       |                                   |

| أوسكالتيل أوسكادي ‏ EUS | أوسكالتيل أوسكادي ‏ EUS    | أوسكالتيل أوسكادي ‏ EUS |
| ---------------------- | ------------------------- | ---------------------- |
| م                      | عداء                      | مرتبة                  |
| 71                     | Carlos Canal ‏             |                        |
| 72                     | Antonio Jesús Soto ‏       |                        |
| 73                     | Andoni López de Abetxuko ‏ |                        |
| 74                     | Peio Goikoetxea ‏          |                        |
| 75                     | Iker Ballarin ‏            |                        |
| 76                     | خوان خوسيه لوباتو         |                        |
| 77                     | Enekoitz Azparren ‏        |                        |

| Q36.5 Pro Cycling Team ‏ Q36 | Q36.5 Pro Cycling Team ‏ Q36 | Q36.5 Pro Cycling Team ‏ Q36 |
| --------------------------- | --------------------------- | --------------------------- |
| م                           | عداء                        | مرتبة                       |
| 81                          | Marcel Camprubí ‏            |                             |
| 82                          | Fabio Christen ‏             |                             |
| 83                          | كوري ديفيس ‏                 |                             |
| 84                          | Filippo Conca ‏              |                             |
| 85                          | Alessandro Fedeli ‏          |                             |
| 86                          | Kamil Małecki ‏              |                             |
| 87                          | Cyrus Monk ‏                 |                             |

| Israel-Premier Tech IPT | Israel-Premier Tech IPT | Israel-Premier Tech IPT |
| ----------------------- | ----------------------- | ----------------------- |
| م                       | عداء                    | مرتبة                   |
| 91                      | إيتامار أينهورن         |                         |
| 92                      | Jens Reynders ‏          |                         |
| 93                      | توم فان أسبروك          |                         |
| 95                      | ريك تسابل               |                         |
| 96                      | Riley Pickrell ‏         |                         |
| 97                      | جياكومو نيزولو          |                         |

| بلاك سبوك برو سايكلنج ‏ BEB | بلاك سبوك برو سايكلنج ‏ BEB | بلاك سبوك برو سايكلنج ‏ BEB |
| -------------------------- | -------------------------- | -------------------------- |
| م                          | عداء                       | مرتبة                      |
| 101                        | روري تاونسند ‏              |                            |
| 102                        | ريان كريستنسن              |                            |
| 103                        | Paul Wright ‏               |                            |
| 104                        | James Fouché ‏              |                            |
| 105                        | ماثيو بوستوك               |                            |
| 106                        | George Jackson (cyclist) ‏  |                            |
| 107                        | جاكوب سكوت ‏                |                            |

| سويس ريسينغ أكادمي ‏ TUD | سويس ريسينغ أكادمي ‏ TUD | سويس ريسينغ أكادمي ‏ TUD |
| ----------------------- | ----------------------- | ----------------------- |
| م                       | عداء                    | مرتبة                   |
| 111                     | Nils Brun ‏              |                         |
| 112                     | Aloïs Charrin ‏          |                         |
| 113                     | جاكوب أريكسون ‏          |                         |
| 114                     | لوكاس أريكسون           |                         |
| 115                     | ألكسندر كامب            |                         |
| 116                     | Arthur Kluckers ‏        |                         |
| 117                     | ريك بلومرز ‏             |                         |

| سوبرانو هام ايزوريكس ‏ TIS | سوبرانو هام ايزوريكس ‏ TIS | سوبرانو هام ايزوريكس ‏ TIS |
| ------------------------- | ------------------------- | ------------------------- |
| م                         | عداء                      | مرتبة                     |
| 121                       | جياني مارشان              |                           |
| 122                       | Andreas Goeman‏            |                           |
| 123                       | Thomas Joseph ‏            |                           |
| 124                       | Jonas Geens ‏              |                           |
| 125                       | Alex Vandenbulcke ‏        |                           |
| 126                       | Jacob Relaes‏              |                           |
| 127                       | Mauro Verwilt‏             |                           |

| سبورت فلاندرين بالويس ‏ TFB | سبورت فلاندرين بالويس ‏ TFB | سبورت فلاندرين بالويس ‏ TFB |
| -------------------------- | -------------------------- | -------------------------- |
| م                          | عداء                       | مرتبة                      |
| 131                        | Jenno Berckmoes ‏           |                            |
| 132                        | Kamiel Bonneu ‏             |                            |
| 133                        | Vito Braet ‏                |                            |
| 134                        | Arno Claeys ‏               |                            |
| 135                        | Sander De Pestel ‏          |                            |
| 136                        | Elias Maris ‏               |                            |
| 137                        | Vincent Van Hemelen ‏       |                            |

| Intermarché-Circus-Wanty ICW | Intermarché-Circus-Wanty ICW | Intermarché-Circus-Wanty ICW |
| ---------------------------- | ---------------------------- | ---------------------------- |
| م                            | عداء                         | مرتبة                        |
| 1                            | Francesco Busatto ‏           |                              |
| 2                            | Dries De Pooter ‏             |                              |
| 3                            | Madis Mihkels                |                              |
| 4                            | Tom Paquot ‏                  |                              |
| 5                            | بابتيست بلانكايرت            |                              |
| 6                            | مايك تيونسين                 |                              |
| 7                            | Obie Vidts‏                   |                              |

| Cofidis COF | Cofidis COF               | Cofidis COF |
| ----------- | ------------------------- | ----------- |
| م           | عداء                      | مرتبة       |
| 11          | Axel Zingle ‏              |             |
| 12          | André Carvalho (cyclist) ‏ |             |
| 13          | Eddy Finé ‏                |             |
| 14          | Wesley Kreder ‏            |             |
| 16          | Axel Mariault ‏            |             |
| 17          | Harrison Wood ‏            |             |

| Alpecin-Deceuninck ADC | Alpecin-Deceuninck ADC | Alpecin-Deceuninck ADC |
| ---------------------- | ---------------------- | ---------------------- |
| م                      | عداء                   | مرتبة                  |
| 21                     | جياني فرميش            |                        |
| 22                     | يجف دي بوندت           |                        |
| 23                     | Maurice Ballerstedt ‏   |                        |
| 24                     | Robbe Ghys ‏            |                        |
| 25                     | جنسن بلاورايت ‏         |                        |
| 26                     | Lionel Taminiaux ‏      |                        |
| 27                     | Timo Kielich ‏          |                        |

| Lotto Dstny LTD | Lotto Dstny LTD     | Lotto Dstny LTD |
| --------------- | ------------------- | --------------- |
| م               | عداء                | مرتبة           |
| 31              | فريدريك فريزون      |                 |
| 32              | Milan Menten ‏       |                 |
| 33              | Mathijs Paasschens ‏ |                 |
| 34              | Alec Segaert ‏       |                 |
| 35              | Liam Slock ‏         |                 |
| 36              | Jarne Van de Paar ‏  |                 |
| 37              | Florian Vermeersch ‏ |                 |

| Bora-Hansgrohe BOH | Bora-Hansgrohe BOH | Bora-Hansgrohe BOH |
| ------------------ | ------------------ | ------------------ |
| م                  | عداء               | مرتبة              |
| 41                 | Florian Lipowitz ‏  |                    |
| 42                 | يوناس كوخ          |                    |
| 43                 | Luis-Joe Lührs ‏    |                    |
| 44                 | Nils Politt ‏       |                    |
| 45                 | Cian Uijtdebroeks ‏ |                    |
| 46                 | Ben Zwiehoff ‏      |                    |
| 47                 | ماكسيميليان شاخمان |                    |

| TotalEnergies TEN | TotalEnergies TEN  | TotalEnergies TEN |
| ----------------- | ------------------ | ----------------- |
| م                 | عداء               | مرتبة             |
| 51                | توماس بونيت        |                   |
| 52                | Sandy Dujardin ‏    |                   |
| 53                | Fabien Grellier ‏   |                   |
| 54                | Emilien Jeannière ‏ |                   |
| 56                | Jason Tesson ‏      |                   |
| 57                | دريس فان جيستل     |                   |

| بنجوال باوليز ساوكس دبليو بي ‏ BWB | بنجوال باوليز ساوكس دبليو بي ‏ BWB | بنجوال باوليز ساوكس دبليو بي ‏ BWB |
| --------------------------------- | --------------------------------- | --------------------------------- |
| م                                 | عداء                              | مرتبة                             |
| 61                                | Louis Blouwe ‏                     |                                   |
| 62                                | Kenneth Van Rooy ‏                 |                                   |
| 64                                | Lennert Teugels ‏                  |                                   |
| 65                                | Dimitri Peyskens ‏                 |                                   |
| 66                                | Aaron Van der Beken ‏              |                                   |
| 67                                | Rémy Mertz ‏                       |                                   |

| أوسكالتيل أوسكادي ‏ EUS | أوسكالتيل أوسكادي ‏ EUS    | أوسكالتيل أوسكادي ‏ EUS |
| ---------------------- | ------------------------- | ---------------------- |
| م                      | عداء                      | مرتبة                  |
| 71                     | Carlos Canal ‏             |                        |
| 72                     | Antonio Jesús Soto ‏       |                        |
| 73                     | Andoni López de Abetxuko ‏ |                        |
| 74                     | Peio Goikoetxea ‏          |                        |
| 75                     | Iker Ballarin ‏            |                        |
| 76                     | خوان خوسيه لوباتو         |                        |
| 77                     | Enekoitz Azparren ‏        |                        |

| Q36.5 Pro Cycling Team ‏ Q36 | Q36.5 Pro Cycling Team ‏ Q36 | Q36.5 Pro Cycling Team ‏ Q36 |
| --------------------------- | --------------------------- | --------------------------- |
| م                           | عداء                        | مرتبة                       |
| 81                          | Marcel Camprubí ‏            |                             |
| 82                          | Fabio Christen ‏             |                             |
| 83                          | كوري ديفيس ‏                 |                             |
| 84                          | Filippo Conca ‏              |                             |
| 85                          | Alessandro Fedeli ‏          |                             |
| 86                          | Kamil Małecki ‏              |                             |
| 87                          | Cyrus Monk ‏                 |                             |

| Israel-Premier Tech IPT | Israel-Premier Tech IPT | Israel-Premier Tech IPT |
| ----------------------- | ----------------------- | ----------------------- |
| م                       | عداء                    | مرتبة                   |
| 91                      | إيتامار أينهورن         |                         |
| 92                      | Jens Reynders ‏          |                         |
| 93                      | توم فان أسبروك          |                         |
| 95                      | ريك تسابل               |                         |
| 96                      | Riley Pickrell ‏         |                         |
| 97                      | جياكومو نيزولو          |                         |

| بلاك سبوك برو سايكلنج ‏ BEB | بلاك سبوك برو سايكلنج ‏ BEB | بلاك سبوك برو سايكلنج ‏ BEB |
| -------------------------- | -------------------------- | -------------------------- |
| م                          | عداء                       | مرتبة                      |
| 101                        | روري تاونسند ‏              |                            |
| 102                        | ريان كريستنسن              |                            |
| 103                        | Paul Wright ‏               |                            |
| 104                        | James Fouché ‏              |                            |
| 105                        | ماثيو بوستوك               |                            |
| 106                        | George Jackson (cyclist) ‏  |                            |
| 107                        | جاكوب سكوت ‏                |                            |

| سويس ريسينغ أكادمي ‏ TUD | سويس ريسينغ أكادمي ‏ TUD | سويس ريسينغ أكادمي ‏ TUD |
| ----------------------- | ----------------------- | ----------------------- |
| م                       | عداء                    | مرتبة                   |
| 111                     | Nils Brun ‏              |                         |
| 112                     | Aloïs Charrin ‏          |                         |
| 113                     | جاكوب أريكسون ‏          |                         |
| 114                     | لوكاس أريكسون           |                         |
| 115                     | ألكسندر كامب            |                         |
| 116                     | Arthur Kluckers ‏        |                         |
| 117                     | ريك بلومرز ‏             |                         |

| سوبرانو هام ايزوريكس ‏ TIS | سوبرانو هام ايزوريكس ‏ TIS | سوبرانو هام ايزوريكس ‏ TIS |
| ------------------------- | ------------------------- | ------------------------- |
| م                         | عداء                      | مرتبة                     |
| 121                       | جياني مارشان              |                           |
| 122                       | Andreas Goeman‏            |                           |
| 123                       | Thomas Joseph ‏            |                           |
| 124                       | Jonas Geens ‏              |                           |
| 125                       | Alex Vandenbulcke ‏        |                           |
| 126                       | Jacob Relaes‏              |                           |
| 127                       | Mauro Verwilt‏             |                           |

| سبورت فلاندرين بالويس ‏ TFB | سبورت فلاندرين بالويس ‏ TFB | سبورت فلاندرين بالويس ‏ TFB |
| -------------------------- | -------------------------- | -------------------------- |
| م                          | عداء                       | مرتبة                      |
| 131                        | Jenno Berckmoes ‏           |                            |
| 132                        | Kamiel Bonneu ‏             |                            |
| 133                        | Vito Braet ‏                |                            |
| 134                        | Arno Claeys ‏               |                            |
| 135                        | Sander De Pestel ‏          |                            |
| 136                        | Elias Maris ‏               |                            |
| 137                        | Vincent Van Hemelen ‏       |                            |

## التصنيف العام النهائي
| التصنيف العام | التصنيف العام     | التصنيف العام            | التصنيف العام | التصنيف العام |
| العداء        | العداء            | الفريق                   | الوقت         |               |
| ------------- | ----------------- | ------------------------ | ------------- | ------------- |
| 1             | Jordi Meeus ‏      | بورا هانسغروه            | 3 س 23 د 36 ث |               |
| 2             | Lionel Taminiaux ‏ | Alpecin-Deceuninck       | + 0 ث         |               |
| 3             | Timo Kielich ‏     | ألبيسين فينيكس تيم ‏      | + 0 ث         |               |
| 4             | Milan Menten ‏     | Lotto Dstny              | + 0 ث         |               |
| 5             | Laurence Pithie ‏  | Groupama-FDJ             | + 0 ث         |               |
| 6             | روري تاونسند ‏     | بلاك سبوك برو سايكلنج ‏   | + 0 ث         |               |
| 7             | Sandy Dujardin ‏   | TotalEnergies            | + 0 ث         |               |
| 8             | ماديس ميكلس       | Intermarché-Circus-Wanty | + 0 ث         |               |
| 9             | دريس فان جيستل    | TotalEnergies            | + 0 ث         |               |
| 10            | جياكومو نيزولو    | Israel-Premier Tech      | + 0 ث         |               |
|               |                   |                          |               |               |
|               |                   |                          |               |               |

## وصلات خارجية
- الموقع الرسمي